# Loxotrema triflora
Loxotrema triflora là loài thực vật có hoa trong họ Cói. Loài này được (Schkuhr) Raf. mô tả khoa học đầu tiên năm 1840.